# Eugène Cosserat
Pour les articles homonymes, voir Cosserat (homonymie).
Eugène Cosserat, né le 4 mars 1866 à Amiens et mort le 31 mai 1931  à Toulouse, est un mathématicien et astronome français.

## Biographie
Issu d'une riche famille d'industriels amiénois, il entre en 1883 à l'école normale supérieure ; reçu second à l'agrégation de mathématiques en 1886, il est nommé  à l'Observatoire de Toulouse, et en 1896 il est nommé professeur de mathématiques à la faculté des sciences de l'Université de Toulouse. En 1908, il occupe la chaire d'astronomie et devient directeur de l'observatoire de Toulouse.
Avec son frère François, polytechnicien et ingénieur des chemins de fer (1852 - 1914), il proposa sur la base de la Théorie des surfaces de Darboux une théorie originale de la déformation des milieux continus : associant un trièdre à chaque particule d'un milieu continu, il définit la loi de comportement du milieu par des restrictions particulières sur les transformations possibles du trièdre. Les contraintes dans le milieu continu sont définies indirectement à partir de la variation dans le temps du trièdre local et de l'action euclidienne développée dans la déformation du milieu, cette action devant elle-même respecter certaines conditions d'invariance. Cosserat retrouve ainsi le modèle du fil inextensible, de la surface flexible et inextensible, du fluide incompressible, etc. mais la classe de milieux ainsi décrite est potentiellement plus vaste que celle de Cauchy et ses successeurs. En particulier, le tenseur des contraintes n'est plus nécessairement symétrique, comme c'est le cas dans la théorie classique. Les idées des frères Cosserat ont donné naissance aux modèles de « milieux continus polaires », ou « milieux à directeur », qui trouvent de nombreuses applications dans l'étude des milieux à microstructure périodique, des milieux orientés ou dans la théorie des mélanges.